# Le Meleghine
Le Meleghine è un'area naturale protetta, classificata come zona di protezione speciale (ZPS) della Rete Natura 2000 e situata a Massa Finalese, località del comune di Finale Emilia, in provincia di Modena.
L'area, che si estende complessivamente per 327 ettari, è composta dall'omonima oasi di protezione faunistica (82 ettari) e  dalla zona di ripolamento e cattura della selvaggina cacciabile "Massa Finalese" (245 ettari). Inoltre è presente un sito di fitodepurazione di 36 ettari, gestito dal vicino Istituto tecnico statale Ignazio Calvi, che tratta in modo naturale le acque del Cavo Canalazzo, rimuovendone gli agenti inquinanti provenienti dalle vicine aziende agroalimentari e producendo biomasse vegetali.
Situata nelle vicinanze della ZPS Valli mirandolesi, la zona umida (di circa 45 ettari) presenta importanti caratteristiche naturalistiche, con condizioni favorevoli allo sviluppo di specie vegetali acquatiche idonee per la sosta, rifugio e riproduzione di diverse specie di uccelli acquatici (tra cui garzetta, sgarza ciuffetto, falco di palude, cavaliere d'Italia, nitticora e tarabusino, oltre a airone bianco maggiore, tarabuso, mignattino piombato. Tra le specie nidificanti rare o minacciate si registrano la marzaiola, il gheppio e lo strillozzo. Di particolare interesse è la garzaia situata all'interno del sito di fitodepurazione.
All'interno dell'oasi è stata realizzata una torre e un'altana per l'osservazione degli uccelli, oltre a percorsi pedonali per osservare da vicino la flora e fauna selvatica. Annualmente vengono svolte attività di censimento e inanellamento degli uccelli acquatici svernanti (codice IWC: MO0101).